# グリフォン・ニヴェルネ

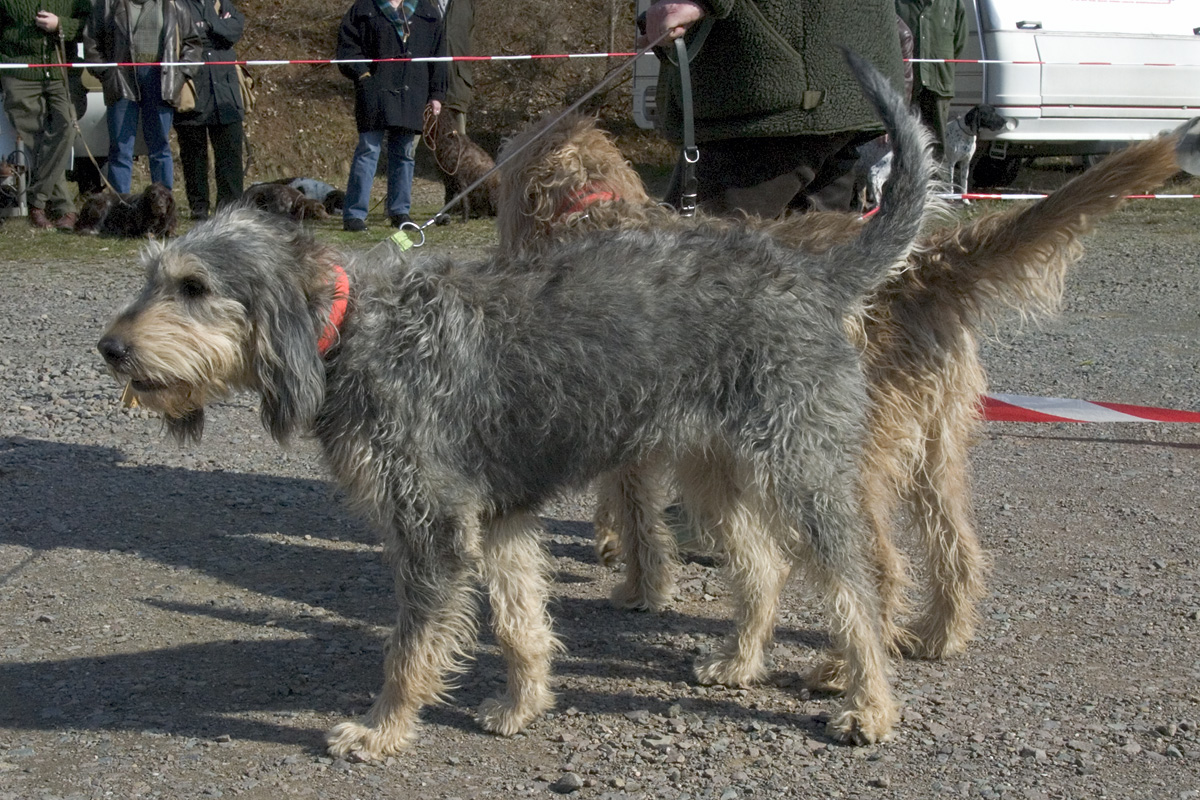
グリフォン・ニヴェルネ

グリフォン・ニヴェルネ(Griffon nivernais)とは、フランス原産のセントハウンド犬種である。旧名は、シャン・グリス・デ・セントルイス、別名は「地元の犬」という意味合いのシャン・ド・ペイ（Chien de Pays）。
ここではこれの小型版である、グリフォン・ニヴェルネ・ド・プチ・タイユについても解説を行う。

## 歴史
フランス産の犬種としては、最も古いもののひとつである。ルイ14世が1248年に十字軍の遠征先からつれてきた犬をもとに作り出しか犬種、セント・ルイス・グレイ・ドッグ（St. Louis' Grey Dog）が、ニウェルネの直系の先祖である。これを中央フランスのサントル・ニヴェーネー地区で改良し、持久力があり、サイズを少し小さくすることによって作り出された。
14世紀ごろから、イノシシやオオカミ、シカなどの大型哺乳類のセントハント（嗅覚猟）に用いられてきた。獲物を嗅覚で追跡し、発見すると自ら飛び掛り、獲物と直接戦って自ら倒していた。
貴族階級の人よりも庶民の猟師に人気のあった犬種であったが、フランス革命の動乱や、狩猟対象の大型哺乳類の減少などにより絶滅寸前になってしまった。18世紀の終わりごろにはぽつぽつと辺地に数頭が生き残るのみになってしまう。しかし、ニヴェルネが衰退すると、減っていたはずのオオカミやイノシシの家畜・農作物の食害が増えだし、農家は大きなダメージを受けるようになってしまった。このことを憂慮し、かつてのニヴェルネのことを懐かしんだ猟師たちにより、19世紀の始まりにニヴェルネ再構築プログラムが開始された。ニヴェルネの末裔を基礎犬とし、グラン・グリフォン・バンデーン、オッターハウンド、イングリッシュ・フォックスハウンドなどを交配させることによって復元が行われ、外見や元の性格を損なわずにその姿を復活させることができた。又、狩猟能力はこの交配によって更に向上された。
FCI公認犬種であるが、ニヴェルネの大半は今も現役でイノシシ狩りの猟犬として使われている。ペットやショードッグとして飼われているものはごく一部のみで、とてもまれである。現在も希少な犬種の一つで、犬種クラブや猟師会によって大切に保護されている。

## 特徴
ぼさぼさとした硬いワイアーコートが目立つ犬種である。これは悪天候や寒さ、茨や獲物の牙から身を守るための鎧のような物である。眉毛や口髭も長い。毛色は薄いブラックから濃いグレーまでのいずれかの色を地とし、マズルや目の上、脚、胸、腹部にタンのマーキングが入ったもの。耳は先が丸く長めの垂れ耳で、尾は飾り毛の少ない先細りの垂れ尾。体は筋肉質で、脚と同が長い。マズルは中ぐらいの長さで、アゴの力も強い。体高53〜64cm、体重23〜25kgの大型犬で、性格は主人に忠実だが頑固で、狩猟本能が旺盛である。生粋の猟犬であり、あまり主人以外の人や犬にはなつかない。主人にちゃんとなついていないと、しつけを全く受け付けないこともある。スタミナや狩猟本能はとても高く、臭いを追跡させたり、投げたボールや隠したおもちゃを探させるといった遊びを行うととても喜ぶ。運動量は非常に多く、散歩も長めに取る必要がある。かかりやすい病気は顔周りのコートが目に入って起こる眼疾患や、運動のし過ぎにより起こる関節疾患、高温多湿の環境で飼育した際に起こりやすい皮膚炎などがある。

## グリフォン・ニヴェルネ・ド・プチ・タイユ
グリフォン・ニヴェルネ・ド・プチ・タイユ（Griffon nivernais de Petite Taille）は、フランス原産のセントハウンド犬種である。上で説明したグリフォン・ニヴェルネの小型版犬種で、「プチ・タイユ」の名はそのまま「プチ・タイプ」に通じる意味を持つ。ニヴェルネ誕生の際、セント・ルイス・グレイ・ドッグのサイズを落とすために、小さめのグリフォン犬種が掛け合わされ、ニヴェルネは先祖よりもサイズが小さめの犬種として仕上がった。しかし、初期のうちはサイズ（体高）の幅が広かったため、2つのサイズ階級が設けられた。その大きい方が通常サイズのニヴェルネ、小さい方がこのプチ・タイユである。
主にパックでイノシシの臭いを追跡し発見、仲間同士で協力して仕留めることを仕事とした。体が小さい分力こそニヴェルネに勝らないが、扱いやすく、えさ代もあまりかからなかったため人気があった。しかし、はじめからニヴェルネのほうが人気が高く、プチ・タイユはフランス革命の動乱によって絶滅してしまった。
外見上の特徴は毛色がブルー・アンド・タンの犬もいたということと、サイズが小さかったこと以外はほとんど変わりが無い。体高43〜53cmの中型犬であった。